# Alfred Gaedertz
Alfred Gaedertz (* 27. Juni 1853 in Manchester; † 6. November 1907 in Wiesbaden) war ein deutscher Eisenbahningenieur.

## Leben
Alfred Gaedertz war der Sohn von Georg Wilhelm Gaedertz und Enkel des Lübecker Senators Johann Heinrich Gaedertz. Nach dem Schulbesuch und dem Studium am Polytechnikum Stuttgart arbeitete er während seiner Zeit als preußischer Regierungsbauführer an den Wilhelmshavener Häfen. Nach dem Staatsexamen und kurzer Tätigkeit in der württembergischen Bauverwaltung wurde er Anfang der 1880er Jahre von der Rumänischen Staatseisenbahn eingestellt. Ende der 1880er wechselte er zur Orientalischen Eisenbahn von Maurice de Hirsch und wirkte an den Gebirgsstrecken von Thessaloniki nach Bitola und von Thessaloniki nach Alexandroupoli mit. Anschließend arbeitete er für die Anatolische Eisenbahn als Vorsteher des technischen Baubüros für die Strecke von İzmit nach Ankara sowie Nebenstrecken. 1898 wurde er mit Vorarbeiten für die Schantung-Bahn beauftragt und 1899 technisches Vorstandsmitglied dieser Eisenbahngesellschaft. 1903 wurde er Vorstandsvorsitzender der von dem Hamburger Anwalt Julius Scharlach gegründeten Otavi Minen- und Eisenbahn-Gesellschaft in Deutsch-Südwestafrika. Ein Betriebsunfall bereitete seiner Karriere als Eisenbahnbauer ein Ende. Er wurde auf dem Berliner Friedhof Grunewald bestattet.

## Schriften
- Betonbrücke mit Granitgelenken über die Eyach bei Imnau in Hohenzollern, Ernst, Berlin 1898
- Wege-Aufnahmen in der Provinz Schan-Tung als Vorarbeit für die geplante Eisenbahn von Tsing-Tau über Tsinan-Fu nach Té-Tschou: März bis Juni 1898, Justus Perthes, Gotha 1899
- Eine Rekognoszierungsreise in der Provinz Schan-Tung, [Justus Perthes], [Gotha] 1899
- Schantung: Vortrag, Reimer, Berlin 1902
- Baugeschichte der Schantung-Eisenbahn, [Selbstverlag], Berlin 1904